# Ligga (naturreservat)
Ligga är ett naturreservat i Jokkmokks kommun i Norrbottens län.
Området är naturskyddat sedan 1997 och är 7 kvadratkilometer stort. Reservatet omfattar skog och våtmarker med Miessarebäcken som omges av myrar och kärr. Reservatet består av brandpräglad barrblandskog med inslag av gamla aspar. 